# 이천학
이천학(李千鶴, 1981년 9월 3일~)은 일본의 여배우이다.